# 中山可穂
中山 可穂（なかやま かほ、1960年 - ）は、日本の小説家。「天使の骨」で第6回朝日新人文学賞、『白い薔薇の淵まで』で第14回山本周五郎賞を受賞。

## 略歴
1960年（昭和35年）愛知県名古屋市生まれ。早稲田大学教育学部英語英文科卒業。大学卒業後に劇団を主宰し、作・演出・役者をこなすも、のちに解散となる。芝居（演劇）をやめてからの空白の5年間を経て、30歳ごろから会社員をしながら小説を書きはじめる。
1992年（平成4年）に「ルイジアンヌ」でTOKYO FMショート・ストーリー・グランプリを受賞。翌1993年（平成5年）に、マガジンハウスへ持ち込んだ『猫背の王子』でデビュー。1995年（平成7年）、「天使の骨」で第6回朝日新人文学賞を受賞。2001年（平成13年）、『白い薔薇の淵まで』で第14回山本周五郎賞を受賞。2002年（平成14年）に『花伽藍』が第127回直木三十五賞候補作品となる。

## 作風・評価
女性同士の恋愛（レズビアン）をテーマにした、切なくて純度の高い作品が多いのが特徴。初期の頃は過激な性描写とともにこのテーマを徹底的に追求する作品群で知られていた。しかし、『ケッヘル』以降、作品世界を広げ、女性同士の恋愛だけでなく、男女の恋愛や男性同士の恋愛、親子愛や広く人間愛をテーマとした作品も数多く発表している。作家自身は「ビアン作家」と呼ばれることを嫌悪しており、レズビアン小説の枠を超えた、骨太のストーリー性を有する、人間存在の根源に迫る意欲的な作品を発表し続けている。研ぎ澄まされた硬質で繊細な文章と深い叙情性、他に類を見ない濃密かつ切実な作風で知られ、極めて寡作ながら、読者の熱い支持を集めている。2001年の山本周五郎賞の受賞以後、文学賞や文壇づきあいとは無縁で、マイペースな執筆活動を行っているため「孤高の全身恋愛小説家」と称されることが多い。

## 著作

### 小説
- 『猫背の王子』（1993年 マガジンハウス / 2000年 集英社文庫〈山本文緒解説〉） - 書き下ろし長編。王寺ミチルシリーズ3部作第1作。
- 『天使の骨』（1995年 朝日新聞社 / 2001年 集英社文庫〈林あまり解説〉） - 書き下ろし長編。王寺ミチルシリーズ3部作第2作。朝日新人文学賞受賞作。
- 『サグラダ・ファミリア［聖家族］』（1998年 朝日新聞社 / 2001年 新潮文庫 / 2007年 集英社文庫〈北上次郎解説〉） - 書き下ろし長編。野間文芸新人賞候補作。
- 『感情教育』（2000年 講談社 / 2002年 講談社文庫〈川村湊解説〉） - 書き下ろし長編。野間文芸新人賞候補作。
- 『深爪』（2000年 朝日新聞社 / 2003年 新潮文庫〈藤田香織解説〉 / 2008年 集英社文庫） - 連作小説集
  - 【収録作品】深爪 / 落花 / 魔王
- 『白い薔薇の淵まで』（2001年 集英社 / 2003年 集英社文庫 / 2021年 河出文庫） - 書き下ろし長編。山本周五郎賞受賞作。
- 『花伽藍』（2002年 新潮社 / 2004年 新潮文庫〈斎藤美奈子解説〉 / 2010年 角川文庫） - 短編小説集。直木賞候補作。
  - 【初出】『小説新潮』鶴（2000年11月号）、七夕（01年4月号）、花伽藍（01年8月号）、偽アマント（01年11月号）、燦雨（01年12月号）
- 『マラケシュ心中』（2002年 講談社 / 2005年 講談社文庫〈永江朗解説〉） - 書き下ろし長編
- 『ジゴロ』（2003年 集英社 / 2006年 集英社文庫〈藤本由香里解説〉） -短編小説集
  - 【初出】『小説すばる』ラタトゥイユ（2000年12月号）、ジゴロ（2001年4月号）、ダブツ（2001年7月号）、恋路すすむ（2001年10月号）、上海動物園にて（2002年1月号）
- 『弱法師』（2004年 文藝春秋 / 2007年 文春文庫） - 現代能楽集シリーズ第1作となる中編集
  - 【初出】『別册文藝春秋』弱法師（2003年5月号）、卒塔婆小町（2003年7月号）、浮舟（2003年11月号）
- 『ケッヘル』上下（2006年 文藝春秋 / 2009年 文春文庫） - 初の連載長編
  - 【初出】『別册文藝春秋』2004年5月号 - 2006年5月号）
- 『サイゴン・タンゴ・カフェ』（2008年 角川書店 / 2010年 角川文庫） - タンゴをテーマとする短編集
  - 【初出】『野性時代』現実との三分間（2006年12月号）、フーガと神秘（2006年11月号）、ドブレAの悲しみ（2007年2月号）、バンドネオンを弾く女（2007年7月号）、サイゴン・タンゴ・カフェ（2007年10月号）
- 『悲歌 エレジー』（2009年 角川書店 / 2013年 角川文庫） - 現代能楽集シリーズ第2作となる中編集。
  - 【初出】「野性時代」隅田川（2003年11月号）、定家（2009年8月号）、蝉丸（2009年9月号）
- 『愛の国』（2014年、角川書店 / 2016年、角川文庫） - 王寺ミチルシリーズ3部作完結編
  - 【初出】デジタル野性時代 2013年12月号–2014年2月号
- 『男役』（2015年、角川書店 / 2018年、角川文庫） - 書き下ろし長篇
- 『娘役』（2016年、角川書店 / 2018年、角川文庫） - 『男役』に続く、宝塚シリーズ第二弾となる書き下ろし長篇
- 『ゼロ・アワー』（2017年、朝日新聞出版 / 2019年、徳間文庫） - 初のノワール長篇
  - 【初出】小説トリッパー2016年冬季号に前半を掲載。後半部分は書き下ろし
- 『銀橋』（2018年、角川書店 / 2021年、角川文庫） - 宝塚シリーズ第三弾となる書き下ろし長篇
- 『白い薔薇の淵まで』が2021年9月、河出文庫より復刊。
- 『弱法師』 が2022年4月、河出文庫より復刊。
- 『ダンシング玉入れ』（2022年、河出書房新社） -  宝塚シリーズのスピンオフとなる書下ろし長篇
- 『感情教育』 が2022年11月、河出文庫より復刊。

### エッセイ
- 『小説を書く猫』（2011年、祥伝社）

### 紀行
- 『熱帯感傷紀行 アジア・センチメンタル・ロード』（1998年、大和書房 / 2002年、角川文庫〈吉田伸子解説〉）

### 電子書籍
2018年5月現在、集英社文庫と角川文庫と文春文庫に入っている作品は電子書籍でも読むことができる。
2018年、集英社「中山可穂コレクション」のダウンロード販売が開始され、『中山可穂コレクション 1』には長年絶版だった「感情教育」「マラケシュ心中」を収録。『中山可穂コレクション 2』には「小説を書く猫」ほか未発表エッセイと初期掌編を収録している。

### アンソロジー
「」内が収録されている中山可穂の作品。
- 『あのころの宝もの : ほんのり心が温まる12のショートストーリー』メディアファクトリー〈ダ・ヴィンチブックス〉、2003年3月 - 「光の毛布」
  - 【改題文庫版】『ありがと。あのころの宝もの十二話』メディアファクトリー〈ダ・ヴィンチブックス〉、2004年10月 - 「光の毛布」
- 『はじまりは、恋』TOKYO FM出版、1992年10月 - 「ルイジアンヌ」
- 『ああ、恥ずかし』新潮社〈新潮文庫〉、2003年9月 - 「証拠写真」
- 『集まり散じて : ほろ酔いエッセイ集』たる出版、2006年4月 - 「下戸の哀しみ」
- 『3時のおやつ ふたたび』ポプラ社〈ポプラ文庫〉、2016年2月 - 「五三焼とショコラショー」